# Tornacum Nerviorum
Tornacum Nerviorum was de Romeinse benaming voor de stad Doornik. Na ±375 werd het de hoofdplaats van de civitas Turnacensium, de voorloper van het bisdom Doornik.

## Geschiedenis

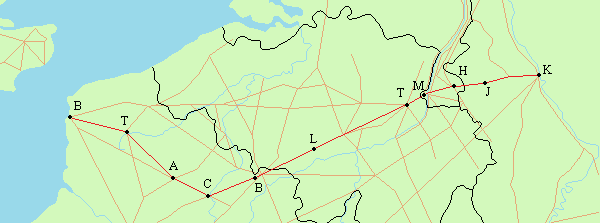
Het Romeinse wegennet, met de hoofdweg tussen Boulogne (letter B), Tongeren (T) en Keulen (K)

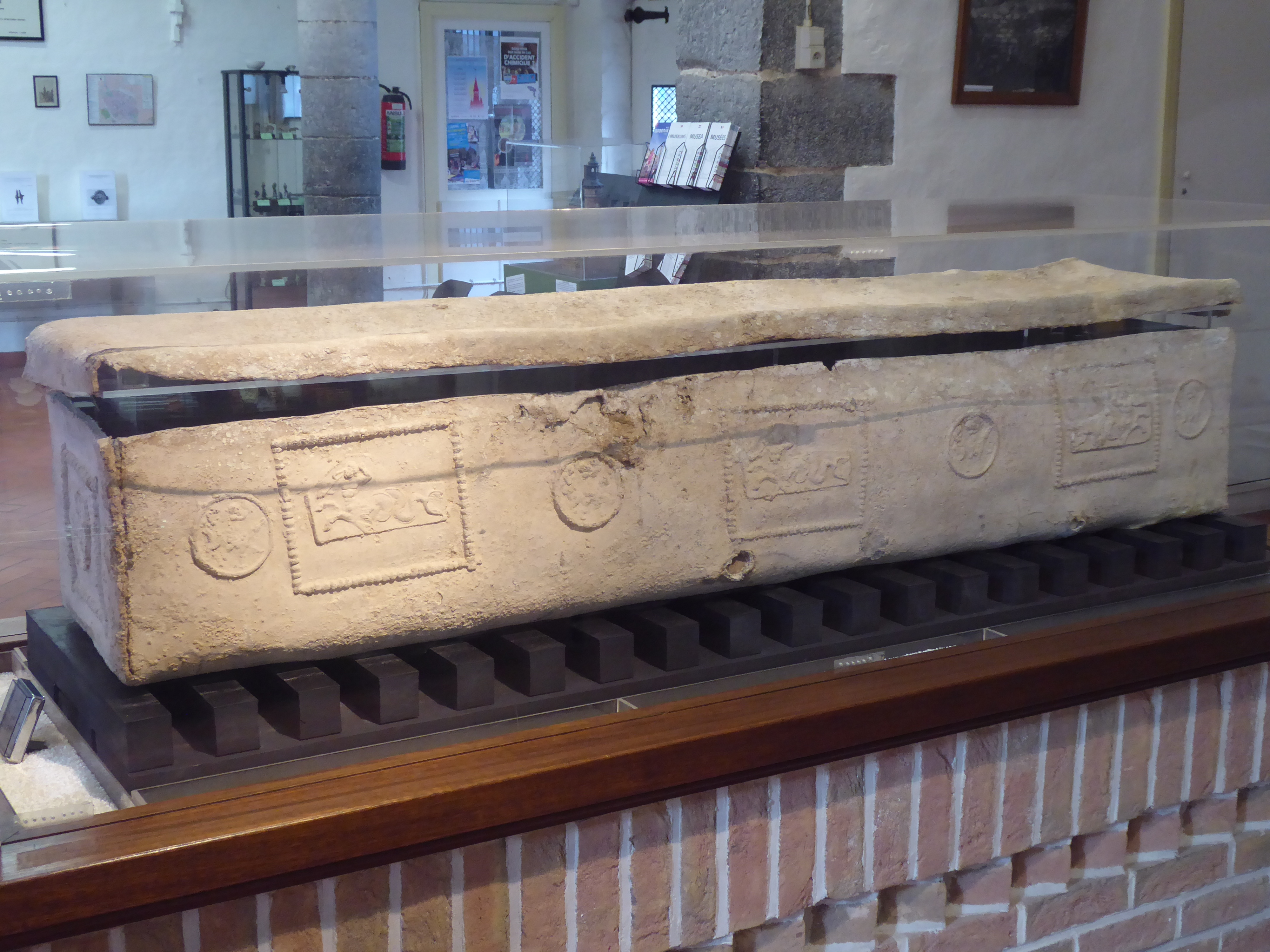
Loden sarcofaag (280 à 330 na Chr.), Musée d'Archéologie de Tournai

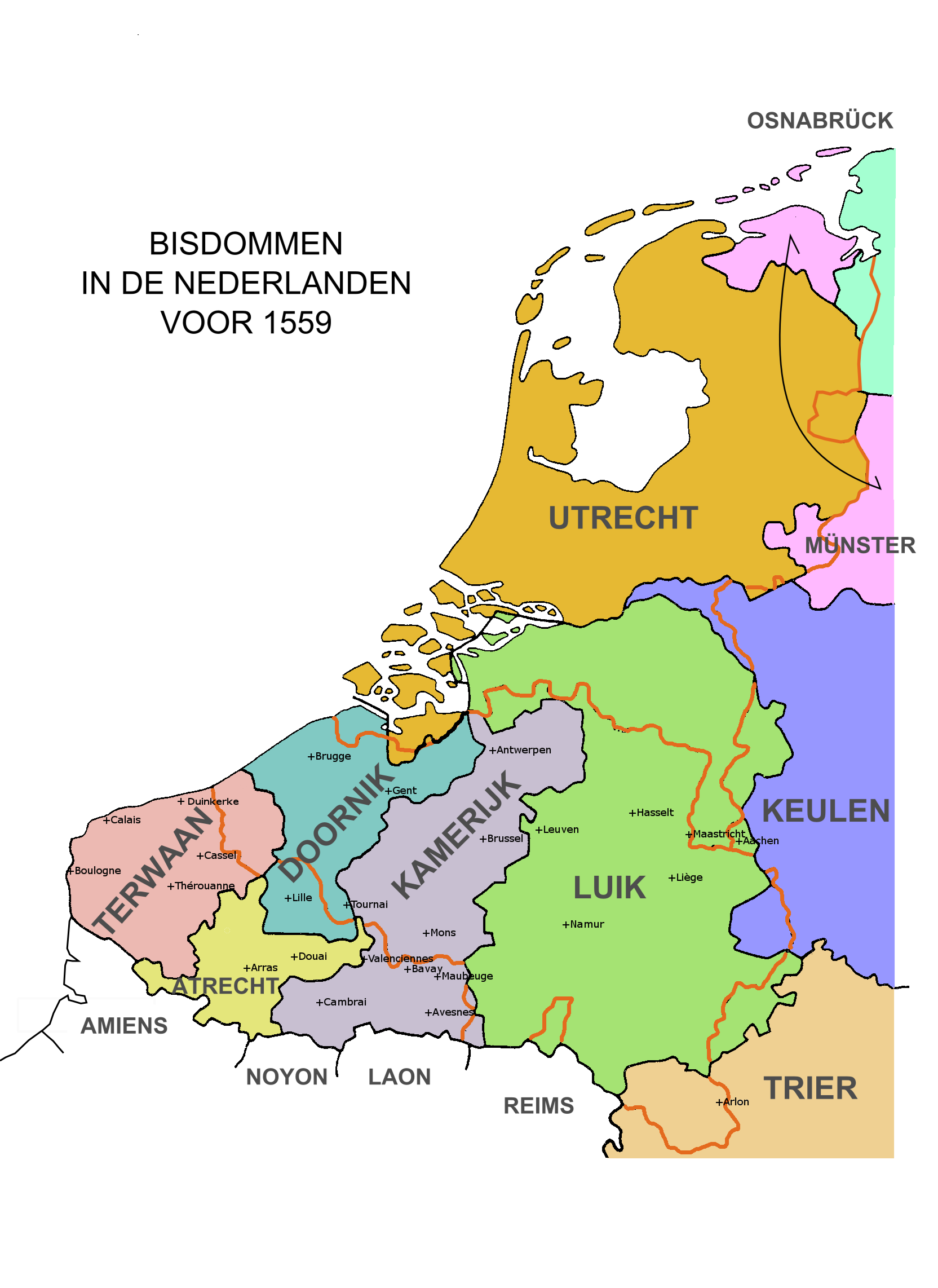
Het bisdom Doornik tot 1559

Doornik ontstond aan het begin van de jaartelling, in een overgangszone tussen het woongebied van de Menapiërs (de civitas Menapiorum met hoofdplaats te Kassel) en het woongebied van de Nerviërs (de civitas Nerviorum met hoofdplaats te Bavay). Door zijn ligging op de kruising van de heerweg Boulogne-Kortrijk-Keulen met de Schelde groeide het plaatsje uit tot een draaischijf voor de uitwisseling van handelswaren.
Op zeker moment werd de pre-stedelijke kern uitgebreid met een hoger gelegen stadsdeel, het tegenwoordige la Loucherie. Dit had een typisch rechthoekig stratenpatroon. De nabijheid van groeven voor Doornikse steen bevorderde de oprichting van openbare gebouwen. De bewoning breidde zich uit naar de oostoever van de Schelde, en besloeg nu 40 hectare. Bij opgravingen zijn overblijfselen gevonden van geplaveide straten en riolen. De rijkste woningen waren uitgerust met een hypocaustum. Aan weerszijden van de Schelde lagen grafvelden.
Door de politieke onzekerheid in de crisis van de derde eeuw trokken veel inwoners weg uit de steden. Uiteindelijk werd de crisis bezworen met de val van het Gallische Keizerrijk (374). Kassel en Bavay verloren hun functie als hoofdplaats van een civitas. De rijkere steden Doornik en Kamerijk werden voorzien van een stadsmuur en namen de bestuurlijke functies over. De eerste stadsmuur rond Doornik bevond zich enkel op de westoever, en omsloot zo'n 13 hectare. Bij de bouw werden materialen uit het andere stadsdeel hergebruikt, dat sinds de bevolkingskrimp grotendeels verlaten was.
De oudste bekende vermeldingen van de civitas Turnacensium verschijnen omstreeks het jaar 400. Deze civitas omvatte ook een deel van het dun bevolkte noorden van Belgica Secunda. Het gedeelte van Doornik werd afgelijnd door de IJzer (grens met het gedeelte van Terwaan) en de Schelde (grens met het gedeelte van Kamerijk). Deze drie evolueerden later tot het bisdom Doornik, bisdom Terwaan en bisdom Kamerijk.
In 358 kregen de Salische Franken toestemming om zich in Toxandrië te vestigen, met dien verstande dat ze de noordelijke gebieden mee zouden verdedigen. In de 5e eeuw slaagden de Franken er driemaal in door te stoten naar het rijkere zuiden en enkele steden te controleren. Telkens werden ze verslagen en teruggedrongen door de Romeinse veldheer Aëtius (in 428, 432 en 448). Door de moord op Aëtius (454) ontstond echter een machtsvacuüm, en de Franken bezetten geheel Belgica Secunda. Tijdelijk fungeerde Doornik als hoofdplaats van het Frankische Rijk, tot de inname van Soissons (486).